# تاكاشي أوكامورا (مصور)
تاكاشي أوكامورا (باليابانية: 岡村崔) هو مصور ياباني، ولد في 1927 في طوكيو في اليابان.